# Jarol Martínez
Jarol Martínez (Quibdó, Chocó, Colombia, 22 de marzo de 1987) es un exfutbolista colombiano. Jugaba como lateral izquierdo o volante de marca.

## Estadísticas
| Club                            | Temporada           | Liga  | Liga  | Copa Nacional | Copa Nacional | Copa Internacional | Copa Internacional | Total | Total |
| Club                            | Temporada           | Part. | Goles | Part.         | Goles         | Part.              | Goles              | Part. | Goles |
| ------------------------------- | ------------------- | ----- | ----- | ------------- | ------------- | ------------------ | ------------------ | ----- | ----- |
| Atlético Nacional · Colombia    | 2005, 2006-09       | 66    | 1     | -             | -             | 6                  | 0                  | 72    | 1     |
| Atlético Nacional · Colombia    | Total               | 66    | 1     | 0             | 0             | 6                  | 0                  | 72    | 1     |
| Alianza Petrolera · Colombia    | 2006                | 15    | 1     | -             | -             | -                  | -                  | 15    | 1     |
| Alianza Petrolera · Colombia    | Total               | 15    | 1     | 0             | 0             | 0                  | 0                  | 15    | 1     |
| Deportivo Cali · Colombia       | 2009                | 10    | 1     | -             | -             | 1                  | 0                  | 11    | 1     |
| Deportivo Cali · Colombia       | 2010                | 26    | 0     | -             | -             | -                  | -                  | 26    | 0     |
| Deportivo Cali · Colombia       | 2011                | 4     | 1     | 3             | 1             | -                  | -                  | 7     | 2     |
| Deportivo Cali · Colombia       | Total               | 40    | 2     | 3             | 1             | 1                  | 0                  | 44    | 3     |
| Cúcuta Deportivo · Colombia     | 2010                | 1     | 0     | -             | -             | -                  | -                  | 1     | 0     |
| Cúcuta Deportivo · Colombia     | Total               | 1     | 0     | 0             | 0             | 0                  | 0                  | 1     | 0     |
| Millonarios · Colombia          | 2011                | 15    | 0     | 4             | 0             | -                  | -                  | 19    | 0     |
| Millonarios · Colombia          | 2012                | 24    | 0     | 5             | 0             | 10                 | 0                  | 39    | 0     |
| Millonarios · Colombia          | 2013                | 10    | 0     | 9             | 0             | 2                  | 0                  | 21    | 0     |
| Millonarios · Colombia          | Total               | 49    | 0     | 18            | 0             | 12                 | 0                  | 79    | 0     |
| Atlético Huila · Colombia       | 2014                | 22    | 0     | 3             | 0             | -                  | -                  | 25    | 0     |
| Atlético Huila · Colombia       | Total               | 22    | 0     | 3             | 0             | 0                  | 0                  | 25    | 0     |
| Deportivo Pasto · Colombia      | 2015                | 8     | 0     | 1             | 0             | -                  | -                  | 9     | 0     |
| Deportivo Pasto · Colombia      | Total               | 8     | 0     | 1             | 0             | 0                  | 0                  | 9     | 0     |
| Atlético Bucaramanga · Colombia | 2015                | 13    | 0     | 1             | 0             | -                  | -                  | 14    | 0     |
| Atlético Bucaramanga · Colombia | 2016                | 19    | 0     | 1             | 0             | -                  | -                  | 20    | 0     |
| Atlético Bucaramanga · Colombia | Total               | 32    | 0     | 2             | 0             | 0                  | 0                  | 34    | 0     |
| América de Cali · Colombia      | 2016                | 23    | 0     | 1             | 0             | -                  | -                  | 24    | 0     |
| América de Cali · Colombia      | 2017                | 5     | 0     | 4             | 0             | -                  | -                  | 9     | 0     |
| América de Cali · Colombia      | Total               | 28    | 0     | 5             | 0             | 0                  | 0                  | 33    | 0     |
| Deportivo Pereira · Colombia    | 2018                | 4     | 0     | -             | -             | -                  | -                  | 4     | 0     |
| Deportivo Pereira · Colombia    | Total               | 4     | 0     | 0             | 0             | 0                  | 0                  | 4     | 0     |
| Boyacá Chicó · Colombia         | 2019                | 39    | 0     | 2             | 0             | -                  | -                  | 41    | 0     |
| Boyacá Chicó · Colombia         | 2020                | 9     | 0     | 2             | 0             | -                  | -                  | 11    | 0     |
| Boyacá Chicó · Colombia         | Total               | 48    | 0     | 4             | 0             | 0                  | 0                  | 52    | 0     |
| Total en su carrera             | Total en su carrera | 310   | 4     | 34            | 1             | 19                 | 0                  | 363   | 5     |

## Palmarés

### Campeonatos nacionales
| #  | Título              | Club                 | País     | Año  |
| -- | ------------------- | -------------------- | -------- | ---- |
| 1. | Torneo Apertura     | Atlético Nacional    | Colombia | 2005 |
| 2. | Torneo Apertura     | Atlético Nacional    | Colombia | 2007 |
| 3. | Torneo Finalización | Atlético Nacional    | Colombia | 2007 |
| 4. | Copa Colombia       | Deportivo Cali       | Colombia | 2010 |
| 5. | Copa Colombia       | Millonarios          | Colombia | 2011 |
| 6. | Torneo Finalización | Millonarios          | Colombia | 2012 |
| 7. | Primera B           | Atlético Bucaramanga | Colombia | 2015 |
| 8. | Primera B           | América de Cali      | Colombia | 2016 |